# Revolver (chanson d'Aya Kamiki)
Cet article concerne la chanson d'Aya Kamiki. Pour la chanson de Madonna, voir Revolver.
Pour les articles homonymes, voir Revolver (homonymie).
Singles de Aya Kamiki
W-B-X ~W-Boiled Extreme~
(2009)
Revolver est le 13e single d'Aya Kamiki et le 2e sorti sous le label Avex Trax le 14 juillet 2010 au Japon. Il arrive 34e à l'Oricon. Il se vend à 1 998 exemplaires la première semaine et reste classé 2 semaines pour un total de 2 351 exemplaires vendus.
Revolver a été utilisé comme thème pour CR Golgo 13 BACK IN THE BATTLEFIELD, Infinity a été utilisé comme thème de fermeture pour NEWS 930 / WEEKEND 930. Revolver se trouve sur le mini album Gloriosa.

## Liste des titres
Toutes les paroles sont écrites par Aya Kamiki.
| 1. | Revolver | Hara Kazuhiro | 3:10 |
| 2. | Infinity | Kato Yuusuke  | 3:43 |

| 1. | introduction ~INDIVIDUAL EMOTION~                                  |  |
| 2. | The Light                                                          |  |
| 3. | Empty                                                              |  |
| 4. | Break my day                                                       |  |
| 5. | Pierrot (Acoustic Ver.) (ピエロ)                                   |  |
| 6. | Sekai wa Sore Demo Kawari wa Shinai (世界はそれでも変わりはしない) |  |
| 7. | 248 Mile                                                           |  |
| 8. | sokubaku Love                                                      |  |
| 9. | Clap Your Hands                                                    |  |

## Interprétation à la télévision
- Live B♪ 27 juillet 2010